# پل اروپا (زرمات)
پل اروپا (انگلیسی: Europe Bridge) پلی به طول ۵۰۰ متر در کوهستان‌های شهر زرمات سوئیس است که در اواخر ژوئیه ۲۰۱۷ افتتاح شد. گفته می‌شود این پل طولانی‌ترین پل معلق عابران است و سازندگان این پل نام آن را «پل اروپا» گذاشته‌اند. این پل به منظور عبور کوهنوردان و دوستداران طبیعت از دره گرابنگوفر که در ۸۵ متری زیر پل قرار دارد، ساخته شده و در ناحیه‌ای ساخته شده که هنگام عبور از آن قله ماترهورن کوه‌های آلپ سوئیس نیز دیده می‌شود. این پل در ارتفاع ۸۵ متری زمین قرار گرفته و دشت و دره زرمات هم از کف شبکه‌ای آن دیده می‌شود. پل قدیمی زرمات در سال ۲۰۱۵ بر اثر ریزش کوه آسیب دید و پل جدید جایگزین آن شده‌است.

پل معلق زرمات سوئیس

پل معلق زرمات سوئیس

## مشخصات پل
- این پل که بخش معلق آن ۴۹۴ متر طول دارد طولانی‌ترین پل در نوع خود است.
- ارتفاع پل از زمین ۸۵ متر است.
- کابل‌های نگهدارنده پل مجموعاً ۸ تن وزن دارند.
- سازمان گردشگری زرمات سوییس می‌گوید این پل به نوعی از فناوری مجهز است که مانع تاب خوردن پل می‌شود.
- پل معلق جدید جایگزین پل کهنه دیگری در منطقه کوهستانی زرمات، شده‌است. پل قبلی بر اثر ریزش کوه آسیب دیده بود.[۱]

## طولانی‌ترین پل عابران
پیش از ساخت پل معلق عابران در سوئیس، پل ۴۰۵ متری در اتریش و با ارتفاع ۱۱۰ متری از زمین، طولانی‌ترین پلی بود که کوهنوردان و گردشگران از روی آن عبور کرده بودند.